# Wiener Kontumazanlage
Die Wiener Kontumazanlage wurde in unmittelbarer Nähe zum Schlachthof Sankt Marx und zum Wiener Zentralviehmarkt errichtet. Sie sollte den Rinderzüchtern die Möglichkeit geben, auch aus veterinärpolizeilicher Sicht nicht einwandfreies Vieh zu vermarkten und zu schlachten. Gleichzeitig sollte damit die Fleischversorgung von Wien verbessert werden. Nach dem Zweiten Weltkrieg bürgerte sich die Bezeichnung Auslandsschlachthof ein. Der Begriff Kontumaz (lat. contumacia) war im 19. Jahrhundert ein gängiges Wort für Quarantäne.

## Lage
Laut einem Stadtplan aus dem Jahr 1956 wurde die Wiener Kontumazanlage
- im Norden von der Döblerhofstraße,
- im Osten von der Molitorgasse (heute ungefähr Modecenterstraße),
- im Süden von den Gleisen der Schlachthausbahn (heute ein Fußweg auf dem ehemaligen Bahndamm) im Verlauf der Urschenböckstraße (die damals weiter nach Osten reichte) und
- im Westen von dem Richtung Donaukanal führenden, zwischen Zentralviehmarkt und Schweineschlachthaus vor der Baumgasse endenden und gelegentlich als Szállásenbahn bezeichneten Gleis der Schlachthausbahn begrenzt.

## Geschichte
Bereits 1898 unternahm die Stadt Wien den ersten Versuch, einen Kontumazmarkt zu errichten. Der Gemeinderatsbeschluss vom 18. März dieses Jahres wurde jedoch nicht in die Tat umgesetzt, da die Regierung den Zentralviehmarkt nicht zum freien Handelsmarkt erklärte.
Nach langen Verhandlungen wurde erst am 18. Februar 1913 durch den Gemeinderat ein Übereinkommen zwischen Stadt und Regierung angenommen. Laut diesem Übereinkommen
- verpflichtete sich die Stadt Wien, so rasch als möglich östlich der Trasse für die geplante Verlängerung des Landstraßer Gürtels an der Viehmarktbahn im 11. Wiener Gemeindebezirk eine Kontumazanlage für Schlacht- und Stechvieh mit Seuchenhof und Marktabteilung zu errichten.
- verpflichtete sich die Stadt, die dazu notwendigen Pläne im Einvernehmen mit dem Ackerbau-Ministerium zu erstellen.
- verpflichtete sich die Regierung zu einem Kostenbeitrag von 300.000 Kronen.
- verpflichtete sich die Regierung, von der mit der Führung der Vieh- und Fleischmarktkasse in Sankt Marx betrauten Allgemeine Depositenbank eine Zuwendung von 700.000 Kronen zu erwirken.

Ab Mai 1913 konnte ein erster, vom Wiener Stadtbauamt ausgearbeiteter Entwurf mit Vertretern des Ackerbau-Ministeriums, der niederösterreichischen Statthalterei, der Direktion der Staats-Eisenbahn-Gesellschaft, der Viehhändler und Einkäufer diskutiert werden. Der auf Grundlage dieser Verhandlungen erstellte endgültige Plan wurde am 27. Juni 1914 durch einen Erlass des Ackerbau-Ministeriums und am 10. Juli 1914 vom Gemeinderat genehmigt. Den Ankauf der benötigten Grundstücke hatte der Gemeinderat in seinen Sitzungen vom 9. Oktober und 20. Dezember 1913 beschlossen.
Wegen des Ausbruchs des Ersten Weltkriegs wurde die für 20. August 1914 ausgeschriebene Anbotsverhandlung auf unbestimmte Zeit verschoben. Trotzdem hergestellt wurden zunächst ein Hauptkanal der Wiener Kanalisation, der in den den Zentralviehmarkt unterquerenden Favoritner Sammelkanal einmündete, ein von der Viehmarktbahn abzweigendes Gleis und große Teile der notwendigen Bodenaufschüttungen.
Der Mangel an Facharbeitern und Material und die niedrige Leistungsfähigkeit der durch Nahrungsmittelmangel geschwächten Arbeiter verzögerten die im September 1916 schließlich doch begonnenen Bauarbeiten. 1921 stockten wegen Geldmangels der Stadt die Bauarbeiten. Da sich aber in der Bundesregierung die Erkenntnis durchsetzte, dass die Kontumazanlage nicht nur für die Fleischversorgung der sozialdemokratisch regierten Stadt von Bedeutung, sondern auch für den Schutz des heimischen Viehbestandes vor aus dem Ausland eingeschleppten Tierkrankheiten wichtig war, wurde der Stadt ein Kredit zur Verfügung gestellt, der die im März 1922 erfolgte Fertigstellung ermöglichte. Am 3. Mai 1922 wurde die Kontumazanlage durch Bürgermeister Jakob Reumann der Benutzung übergeben.
Da die Schlachtanlagen der Wiener Kontumazanlage zu Beginn nicht genügend ausgelastet waren, wurde das Wiener Zentral-Pferdeschlachthaus am 8. Dezember 1922 aufgelassen. Zusätzlich wurde im März 1924 der ab 1918 in der Großmarkthalle gestattete Großhandel mit Pferdefleisch von der Invalidenstraße in die Kontumazanlage verlegt. Am 18. April 1924 wurde schließlich der Kontumazschlächterpferdemarkt mit dem Dienstag als Markttag nach Sankt Marx verlegt.
Die in den letzten Jahren ihres Bestandes als Auslandschlachthof bezeichnete Kontumazanlage wurde ab 1975 für die Kunst- und Kulturpräsentationen autonomer studentischer und alternativer Jugendgruppen genutzt. Mit der später erfolgten Besetzung des als Arena bezeichneten Areals konnten die Gebäude nicht vor der um 1977 erfolgten Abtragung bewahrt werden. Als Ersatz und neuer Standort für alternatives Kulturschaffen wurde von der Stadt das leer stehende Schweineschlachthaus zur Verfügung gestellt.

## Beschreibung
Die Wiener Kontumazanlage wurde nach Plänen des Architekten Friedrich Jäckel vom Wiener Stadtbauamt durch die Wiener Baugesellschaft Rella & Neffe in unmittelbarer Nähe zum Gaswerk Simmering errichtet.
Die Anlage wurde entlang einer von der Bahnanlage ausgehenden Hauptachse im Pavillonsystem angelegt, wobei durch Querachsen und kleine Plätze eine Gliederung erfolgte. Während sich die niedrigsten Gebäude bei den Verladerampen befanden, nahm deren Höhe mit zunehmender Entfernung langsam zu. Ein Querriegel mit Giebel und Torbogen bildete die Grenze zwischen dem Zweck- und dem am Franzosengraben gelegenen Verwaltungsbereich. In der Architektur wurden hier erstmals Formen der Wiener Werkstätte im industriellen Bereich eingesetzt.